# Addington Hills
Addington Hills er en park i Upper Shirley i det sydlige London. Den vedligeholdes af bydelen Croydon. Navnet kommer fra det gamle sogn Addington, som lå i området, indtil det blev udviklet i 1930'erne. Området består for det meste af skov. Det er defineret som en Site of Metropolitan Importance. 
Området er et populært udflugtssted for indbyggerne i nærheden, med mange stier til det centrale Croydon. Der er et udsigtspunkt, hvor man kan se udover London, inkluderet Docklands og Parliament Hill.
Turvejen London LOOP går gennem parken, som er åben hele døgnet.
51°21′47″N 0°03′29″V / 51.363°N 0.058°V